# Аббасидський халіфат

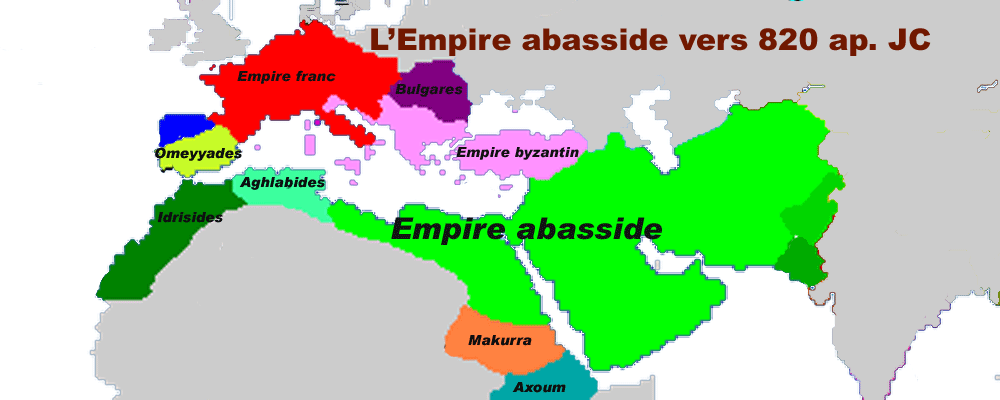
Аббасидський халіфат 820 року

Аббасидський халіфат — ісламська феодальна теократична держава, що існувала з 750 по 945  рік та з 1124 по 1258  рік. Отримала свою назву від династії халіфів з родини Аббасидів. Халіфат називають також Багдадським за назвою його столиці, міста Багдад. До його складу входили території сучасних арабських країн Азії, Іран (до початку IX ст.), південна частина Середньої Азії, Єгипет, а також Північна Африка (до IX ст.). Як самостійна держава Аббасидський халіфат існував до 945 року, коли його завоювали Буїди, що панували там до завоювання Багдаду сельджуками у 1055 році. Під назвою Аббасидський халіфат розуміють також ісламську форму теократії, представники якої правили в Багдаді з 762 по 1258 рік, а після захоплення його монголами перебували в Каїрі при мамлюкських султанах Єгипту до його завоювання османами в 1517 році.
На відміну від Омеядів (661—750), опорою яких були арабські племена, Аббасиди спиралися на аристократію багатьох країн, що входили до складу їхньої держави. За перших Аббасидів у VIII—IX сторіччях особливе значення мала іранська знать, зокрема рід Бармакидів, а арабська родова аристократія втратила своє виняткове значення та привілейоване становище.
Найбільшими містами Аббасидського халіфату окрім Багдада були Басра та Дамаск. Ці міста були найбільшими ремісничими та культурними центрами.
Вже наприкінці VIII сторіччя арабські та іранські мореплавці досягли берегів Індонезії та Малайї, а потім через Сінгапурську протоку потрапили до Тихого океану й вели торгівлю з Китаєм. У Гуанчжоу були квартали заселені купцями-мусульманами, які прибули з Аббасидського халіфату.
Оскільки халіф поєднував в своїх руках світську та духовну владу і був головою ортодоксального ісламу, то повстання проти існуючих порядків, викликані наприклад великими податками чи утисками знаті й чиновників, часто ставали також ідеологічними конфліктами й набували форми сектантства, єресей чи відновлення старих доісламських вірувань. Найзначнішими з них були — виступи під керівництвом Сумбада в Хорасані (755), повстання Муканни (776–783) в Середній Азії, селянська війна хурамітів (816–837) під керівництвом Бабека в Азербайджані та Західному Ірані, повстання під керівництвом Маз'яра в Мазендерані (839) та інші.
Характерною особливістю суспільства Аббасидського халіфату було тривале існування сильного рабовласницького ладу. Праця рабів, переважно іноземного походження використовувалася не лише в побуті та ремеслах, але й в сільському господарстві й особливо в системі штучного зрошування. У найбільш розвинутому аграрному регіоні халіфату — Південному Іраку та в Хузестані для обробки цілини, проведення каналів, вирощування бавовни та цукрової тростини використовували зінджів — рабів зі Східної Африки. У 869–883 роках відбулося могутнє повстання зінджів, яке халіфські війська ледь придушили. Після того, хоч рабство й збереглося, але загальна кількість рабів та їхнє значення в господарстві почали швидко зменшуватися.
Вже з кінця VIII століття посилення місцевої знаті, що привласнювала державні землі, дозволило прикордонним регіонам Аббасидського халіфату стати незалежними від багдадського уряду. Сепаратистські прагнення феодалів збіглися з прагненням місцевого населення звільнитися від арабського панування. Виникли місцеві династії Ідрісидів (788–985) в Марокко, Аглабідів (800–909) в Іфрикії, а з 821 року почалося відокремлення Ірану де панували Тахіриди (821–873), Саффариди (867–908), Саманіди (875–999), Газневіди за Махмуда та Маруда та деякі інші дрібні місцеві династії. Особливо запеклою й успішною була боротьба народів Середньої Азії та Закавказзя, що завершилася в IX сторіччі відновленням місцевої державності.
Одночасно з розпадом Аббасидського халіфату відбувалося ослаблення політичної влади й значення багдадських халіфів. Занепокоєні повстаннями підданих (в тому числі й жителів столиці) і, не вважаючи надійним та достатньо боєздатним ополчення арабських племен, верхівка яких була пов'язана з попередньою династією, халіфи зробили своєю опорою загони, що складалися з іноземних найманців та рабів (персів, берберів та інших). Халіф аль-Мутасім (833–842) став формувати гвардію з рабів-тюрків. В другій половині IX на початку X сторіччя ця гвардія захопила політичну владу в халіфаті. В 945 році західноіранські шиїтські шахіншахи Бувейхіди (Буїди), захопивши Багдад, зробили халіфа знаряддям своєї політики. Позбавлений політичної влади халіф перетворився на мусульманського першосвященика, авторитет якого визнавали усі суніти. Після захоплення Багдада сельджуками в 1055 році аббасидські халіфи, хоч і залишалися переважно першосвящениками, частково відновили свою світську владу. Але в той час вони володіли тільки Багдадом та його околицями й були лише дрібними володарями.

## Відновлення політичної незалежності халіфату
Розпад Іракського султанату Сельджукидів після смерті султана Мухаммеда I (1118) дозволив Аббасидам вести успішну боротьбу із супротивниками — Маз'ядитами, шиїтською бедуїнською династією з Хілли, іракськими Сельджукідами, з ісмаїлітами у самому Багдаді. Після того, як аль-Мустаршид в 1124 році відмовився виплачувати данину султанові Махмуду II, Багдад завдяки 30-тисячному війську, створеному халіфом на основі народного ополчення, витримав облогу сельджуків. При аль-Муктафі II (1136—1160), що вважається першим самостійним правителем із часів Буідів, володіння халіфату займали області басейну Тигра й Євфрата від Тікрита до устя Шатт-ель-Араба й від Куфи до Хульвана. Спадкоємці аль-Муктафи усталили політичне й економічне становище держави. Аль-Мустанджид (1160—1170) розгромив сильних союзників Сельджукидів — Маз'ядитів, аль-Мустаді (1170—1180) встановив дружні стосунки з атабеками Азербайджану й Айюбідами.
Ан-Насир, останній значний багдадський халіф, включив до складу держави Хузестан, Рей та Хамадан. За допомогою хорезмшаха Текеш він покінчив із Сельджукідами Іраку. В 1194 році султан Тогрул III загинув у битві з хорезмійцями, а його голова була відправлена в Багдад. Незабаром після цього халіф увійшов у конфронтацію з хорезмшахом. Ан-Насир вимагав від Текеша, після перемоги над Тогрулом, який зайняв Рей та Хамадан, очистити Західну Персію й задовольнятися Хорезмом. Хорезмшах заявив, що його володіння, навіть із включенням Іраку, недостатні для утримання його численного війська й просив халіфа уступити йому ще Хузестан. До моменту смерті Текеша (1200) перевага в Іраку належала хорезмійцям, але після одержання звістки про цю подію жителі повстали й перебили всіх хорезмійських воїнів, які перебували в їхній області.

## Падіння
У лютому 1258 року війська монгольського князя Хулагу захопили Багдад, здійснивши розгром міста. Колись найвеличніше місто світу було зруйновано, до мільйона людей убито. Через 10 днів після падіння Багдада останній халіф Аль-Мустасім був страчений. З його нащадків, за клопотанням дружини Хулагу, живим був залишений лише молодший син; про сина й онука останнього згадується на початку XIV століття. Ці Аббасиди не мали при монгольському дворі значення навіть після навернення ільханів в іслам. Коли припинився рід Аль-Мустасима невідомо.
У 1261 році мамлюцький султан Бейбарс поставив в Каїрі халіфа Аль-Мустансира, біженця з Багдада, який оголосив себе нащадком Аз-Захіра (1225—1226). Незабаром Аль-Мустансир пропав без звістки в битві з монголами, але халіфом у Каїрі був визнаний інший претендент, Аль-Хакім, нащадок Аль-Мустаршида (1118—1135). Каїрські халіфи в наступні сторіччя були слухняними виконавцями волі султанів, обмежуючись відправленням придворного й релігійного церемоніалу. Вони займали цей пост аж до завоювання Єгипту Османською імперією (1517), коли султан Селім I, прийнявши титул халіфа, відправив Мутаваккіля III в ув'язнення в Стамбул.

## Населення
Основу становили араби, перси, бербери, тюрки, вірмени, грузини. Також мешкали копти, греки. Загальна чисельність населення в часи піднесення станвоило 70—80 млн. осіб.

## Управління
Середина VIII – середина IX ст. знаменується остаточним синтезом арабо-мусульманської і доісламських національних традицій. Остання стає тим «загальним знаменником», який виявляється інваріантом культур різних регіонів і народів Мусульманського світу в наступні століття. При цьому вирішальна роль етнічних іранців у затвердженні на престолі Аббасидів, як і перенесення столиці Халіфату з Дамаска до Багдада, визначила зростання значення давньоперських традицій. Це, зокрема, виявилося у твердженні принципу теократичної влади халіфів, вже не просто як «вождів правовірних», а й як прямих намісників Бога на землі. У X–XI ст. арабським теоретиком Абу аль Хасана аль Маварді (974–1058) виводиться поняття халіфату, який розглядався у двох значеннях: як сутність влади і як специфічна форма правління. 
Халіф став об'єднувати світську та духовну владу, очолював мусульманську громаду (умму) загалом, будучи головним власником землі, власником її ресурсів та надр, головнокомандувачем війська. У зв'язку з останнім халіф сам нерідко брав участь у військових кампаніях, брав активну участь у розстановці кадрів і призначенні вищих сановників. Але поступово, особливо з часів Бармакідів все більшої політичної та державної ваги набуває посада візиря. Халіф тепер не обов'язково підписував накази, а лише ставить печатку, хранителем якої був візир. Останній також безпосередньо став керувати диванами (на кшталт міністерствами), що існували ще за часів Омеядів: Диван аль-Харадж (Рада доходів), Диван аль-Расаїл (Рада листування), Диван аль-Хатам (Рада печаток), Диван аль-Барід (Рада пошт), Диван аль-Кудат (Рада правосуддя) та Диван аль-Джунд (Військова рада).
Разом з тим халіфи розвивали управлінській апарат. Халіф Абу-ль-Аббас ас-Саффах створив диван аль-дію, що керував особистими володіннями халіфа. Аль-Мансур заснував додатково диван аль-мушадара (бюро конфіскацій), диван аль-ахшам (відповідальний за персонал палацової служби) та диван аль-ріка (бюро петицій до халіфа). Халіф аль-Магді створив паралельний диван аль-зімам (контрольне бюро) для кожного з існуючих диванів, а також зімам аль-азімма (центральне контрольне бюро). Вони виконували роль контролерів, а також координаторів між різними бюро або між окремими диванами та візиром. Крім того, було створено диван аль-мазалім, до складу якого входили судді, для розгляду скарг на урядовців. До повноважень дивана аль-хараджа тепер входили всі земельні податки (харадж, закят та джизія, як у грошовій, так і в натуральній формі), тоді як інший диван аль-садака займався оцінкою закяту з худоби. Відповідність дивана аль-хараджа перевірялася іншим диваном аль-хатам. Диван аль-нафакат відігравав роль нагляду щодо витрат окремих диванів. 
Підрозділи дивана аль-хараджа, дивана аль-джунда та дивана ар-расаїлу існували в кожній провінції, до середини IX ст. кожна провінція також мала філію свого дивана аль-хараджа в столиці.
Халіф аль-Мутадід об'єднав відділення провінційних диванів, присутніх у столиці, в новий диван аль-дар (бюро палацу) або диван аль-дар аль-кабір (велике бюро палацу). Водночас різні бюро зімамів були об'єднані в єдиний диван аль-зімам, який перевіряв усі оцінки, платежі та надходження за власними записами. Аль-Муктафі розділив диван аль-дар на диван аль-машрік (бюро східних провінцій), диван аль-магріб (західних провінцій) та диван аль-савад (регіону Савад від Багдаду до Куфи). За аль-Муктадіра диван аль-дар все ще існував, а три територіальні департаменти вважалися частинами останнього. У 913/914 році візир Алі ібн Іса заснував новий диван аль-бірр (благодійних пожертвувань), доходи якого йшли на утримання святих місць, двох священних міст Мекки та Медіни, а також на добровольців, які воювали у священній війні проти Візантійської імперії.
Аль-Мутаваккіль для величезної кількості рабів та інших служителів палацу створив диван аль-мавалі вааль-гільман (бюро слуг та пажів), диван аль-хатам перейиенував на диван аль-сірр (бюро конфіденційних справ), що набув більшого значення. Також створюється диван аль-харам, що контролював жіночі кімнати палацу.
З ІХ ст. оформився напрям адаб, що означає виховання через літературу «похвального образу поведінки», успадкованого від предків. Це значило вироблення переліку світських правил, яким повинні слідувати люди, що перебувають на державній службі, наближені до влади і бажають зробити успішну кар'єру.
За Гаруна ар-Рашида було створено спеціальне «бюро конфіскації». Це урядове крило дозволяло візиру конфісковувати майно та багатства будь-якого корумпованого валі чи державного службовця. Крім того, воно дозволяло валі чи еміру конфіскувати маєтки чиновників нижчого рангу. Зрештою, халіф міг накласти таке ж покарання на візира, який втратив підтримку й довіру.

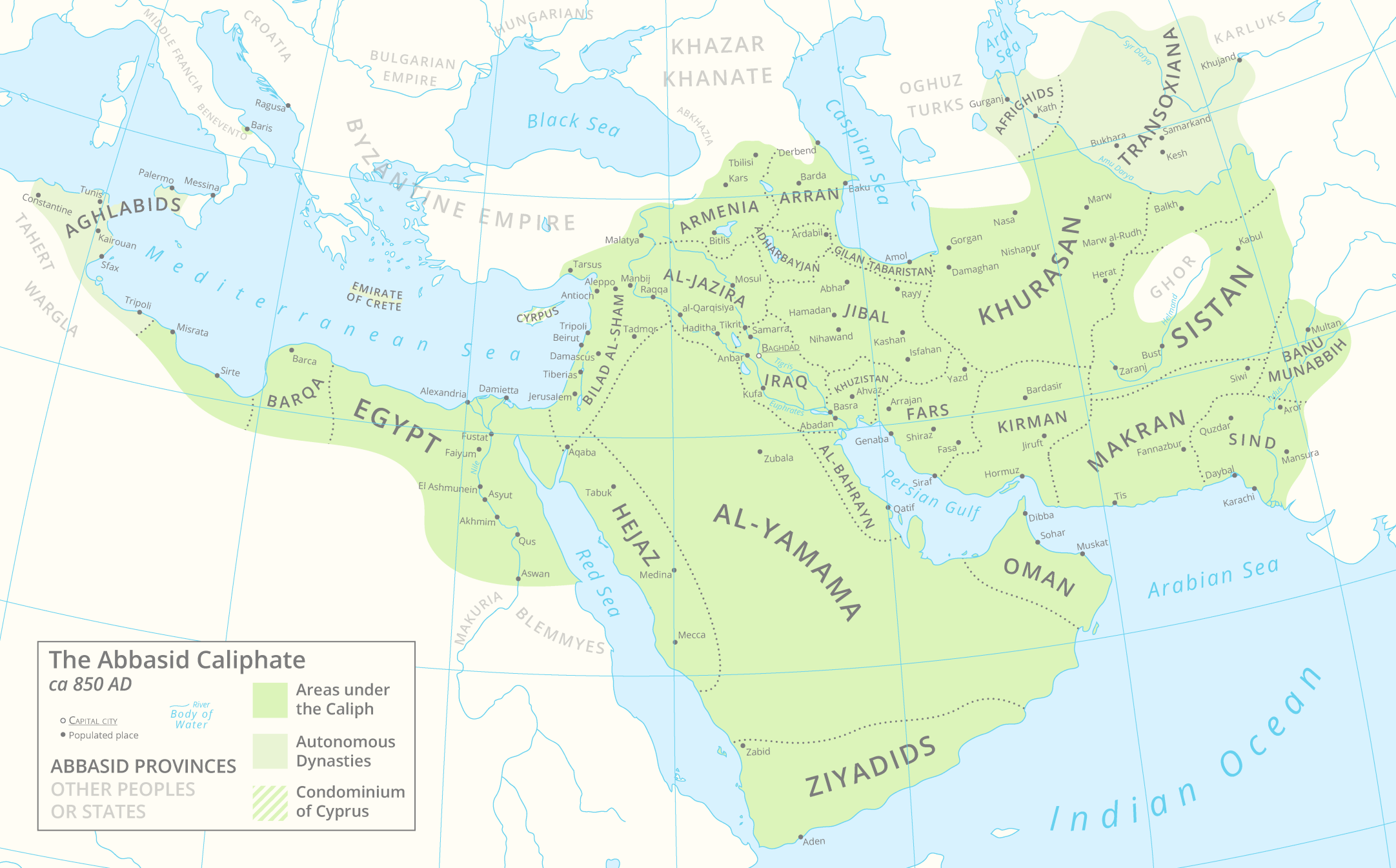
Провінції Аббасидського халіфату

Аббасидський халіфат складався з 24 провінцій. У кожному центрі провінції було поштове відділення, і сотні доріг були прокладені, щоб з'єднати імперську столицю з іншими містами та селищами. Халіфат використовував систему доріг для доставки пошти. Центральне поштове відділення в Багдаді навіть мало мапу з вказівками, на якій було зазначено відстані між кожним містом. Шляхи були забезпечені придорожніми заїжджими дворами, хоспісами та криницями і могли сягати на далеко на схід. Поштове відділення не лише покращувало державні служби, але й служило розвідувальною службою для халіфа. Листоноші використовувалися як шпигуни, які стежили за місцевими справами.

## Соціальний устрій
За часів Аббасидів людей ділили на класи: халіф та його родина; везіри; валі та еміри; середній стан (переважно торгівці), які прирівняні до них завдяки здобутій освіті, землероби і ремісники, раби. Халіфу допомагали палацової служби (брамники), вільновідпущеникіи. Діяли особиста гвардія з рабів, особиста канцелярія, різні слуги.
Хоча Аббасиди спочатку здобули владу, використовуючи соціальну нерівність щодо неарабів в Омейядській імперії, під час правління Аббасидів імперія швидко арабізувалася, особливо в Месопотамії та Леванті. Оскільки знання арабською мовою поширювалися халіфатом, багато людей різних національностей та релігій почали розмовляти арабською мовою у своєму повсякденному житті. 
Жінки в суспільстві Аббасидів були відсутні на всіх аренах центральних справ громади. Жінок тримали в ізоляції. Завоювання принесли мусульманській еліті величезне багатство та велику кількість рабів. Більшість рабів становили жінки та діти. 
Статус та ставлення до юдеїв, християн та немусульман у Аббасидському халіфаті було складним і постійно змінюваним питанням. Немусульман називали зиммі.[213] Зіммі стикалися з певним рівнем дискримінації в аббасидському суспільстві: вони не мали всіх привілеїв мусульман і повинні були платити джизью, податок з немусульман. Однак, як люди писання (немусульманські монотеїсти), євреям та християнам дозволялося сповідувати свою релігію і не вимагалося навернення.

## Правництво
Основним джерелом права був халіф, Коран, а також рішення каді як джерело прецендентного права. З IX ст. починається новий розвиток мусульманського права (фікх). В цей період також відбувається систематизація хадисів. Найзначнішими авторами збірок хадисів є: «Аль-Джамі ас-Сахіх» аль-Бухарі; «Аль-Джамі ас-Сахіх» Мусліми; «Кітаб ас-Сунан» Абу Давуда ас-Сіджістані; «Аль-Джамі аль-Кабір» Мухаммада ат-Тірмізі; «Кітаб ас-Сунан» ан-Насаї; «Кітаб ас-Сунан» Ібн Маджи, «Муснад» Ахмада ібн Ханбали.

## Економіка
Основу становили землеробство, скотарство, ремісництво та торгівля. Були досягнуті успіхи в іригації та сільському господарстві, використовуючи нові технології, такі як вітряк. З IX ст. широко використовувалися водяні млини з горизонтальними та вертикальними колесами. Виникла низка галузей промисловості, включаючи ранні галузі текстильної, цукрової, канатної, циноробної, шовкової та паперової промисловості. Сільськогосподарська та реміснича промисловість також зазнали високого рівня зростання протягом цього періоду. Значну галузь становило вирощування фініків, центрами чого були провінції Ірак, Керман, Іфрикія. Мосул був центром виготовлення борошна.
Інженери також розробили машини (такі як насоси) з колінчастими валами, використовували шестерні в млинах та водопідйомних машинах, а також використовували греблі для забезпечення додаткової потужності водяних млинів та водопідйомних машин. Такі досягнення дозволили механізувати багато промислових завдань, які раніше в давнину виконувалися ручною працею, та виконуватися за допомогою машин у середньовічному ісламському світі. 
Сільська місцина була постачанням сировини, а переробка її відбувалася на ремісницьких підприємствах у містах. На IХ–ХI ст. припадає піднесення міст Аббасидського халіфату, насамперед Багдаду, Басри, Куфи (на ці міста приходило 20% усього міського населення халіфату). Багдад був одним із зразкових міст середньовічного Сходу. Тут зустрічалися практично всі види ремесел та торгових професій, відомі у країнах Близького Сходу. Новостворена столиця Самарра була місцем, що рясніло ремісниками і торговцями, які працювали на потреби двору халіфа. У Басрі розвиненим було текстильне виробництво. Тут робили шовкові, вовняні, бавовняні, лляні тканини, а також взуття. Басра була також відома парфумерним виробництвом та виготовленням пахощів — рожевої води та фіалкової олії, які також йшли на експорт. Куфа також була центром виготовлення пахощів, які були кращої якості ніж у Басрі. 
Китайські виробники паперу були серед тих, кого взяли в полон араби в битві при Таласі в 751 році. Як військовополонених їх відправили до Самарканда, де вони допомогли створити першу арабську паперову фабрику. З часом папір замінив пергамент як засіб письма, і виробництво книг значно зросло. Ці події мали академічний та суспільний вплив. Папір сприяв комунікації та веденню документації, а також приніс нову вишуканість та складність торгівлі, банківській справі та державній службі. У 794 році Джаафар аль-Бармак побудував першу паперову фабрику в Багдаді, і звідти технологія поширилася. Халіф Гарун ар-Рашид вимагав, щоб папір використовувався в урядових справах, оскільки те, що записано на папері, не можна було легко змінити чи видалити, і зрештою ціла вулиця в діловому районі Багдада була присвячена продажу паперу та книг. Саме від Аббасидів решта світу навчилася виготовляти папір з льону.
Мало текстильних виробів збереглося, але виробництво тиразу, текстилю з королівськими написами, добре засвідчено.
Суки (ринки) у містах були центрами торгівлі. У Багдаді було безліч торгових будівель, ринків, зокрема сук ас-суласа, сук ал-аташ. Процвітала торгівля тканинами. На початковому етапі формування Багдаду населення селилося в кварталах за професійною та етнічною ознакою: квартал ал-Аттабійін (квартал ткачів, що виготовляли тканину аттабійа з шовку та з бавовни різних кольорів, Мураббаа ал-Каттанін (квартал торговців бавовною), квартал ат-Тустарійін (вихідців із Тустару, центру шовкоту). Економічним центром Багдада став квартал у західній частині міста — ал-Карх, куди халіф ал-Мансур наказав переселити все торгово-ремісниче населення столі. Спочатку ринки міста були на території Круглого міста в західній частині Багдада на правому березі Тигра. У Басрі торговим центром був ринок аль-Мірбад, де переважно продавали фініки та верблюдів. Басра відігравала роль центру транзитної торгівлі.
Торгівельні угоди часто скріплюватися договорами акд аль-бай (при грошовій формі обміну), акд аль-мукаяда (мінова торгівля),. На базарах також діяли міняли, що укладали договір акд ас-сарф (обмін грошей). Імпорт китайської кераміки викликав місцеві наслідування, а також стимулював інновації в місцевому виробництві.
Знання про порох також передалися з Китаю через Аббасидський халіфат, де вперше були розроблені формули чистої калієвої селітри та вибухового ефекту пороху.
У Середземномор'ї також існувала розвинута мережа торговельних шляхів. Шовковий шлях, що перетинав Центральну Азію, проходив через халіфат між Китаєм та Європою. Окрім Нілу, Тигру та Євфрату, судноплавні річки були рідкістю, тому морські перевезення були дуже важливими. Арабські купці домінували в торгівлі в Індійському океані. Ормуз був важливим центром цієї торгівлі. Морська торгівля через Перську затоку, арабські судна йшли до Мадагаскару на півдні та до Китаю, Кореї та Японії на сході. Купці використовували порти в Бандар-Сірафі, Басрі та Адені, а також деякі порти Червоного моря для подорожей та торгівлі з Індією та Південно-Східною Азією. Арабські купці плавали Каспійським морем, щоб дістатися до Бухари та Самарканда та торгувати з ними. Аббасиди також встановили сухопутну торгівлю з Африкою, переважно заради золота та рабів.
Зростаюча економіка Багдада та інших міст неминуче призвела до попиту на предмети розкоші та сформувала клас підприємців, які організовували далекі каравани для торгівлі, а потім і розподілу своїх товарів. Ціла секція у східному багдадському суку була присвячена китайським товарам. Араби торгували з Балтійським регіоном і дісталися на північ до Британських островів. Оффа, король Мерсії, карбував золоті монети, подібні до монет Аббасидів у VIII ст..  Коли торгівля з Європою припинилася через воєнні дії, жиди служили сполучною ланкою між двома ворожими світами.
Аббасиди з XI століття вели широку торгівлю з італійськими морськими республіками Венецією та Генуєю. Венеційські купці сприяли обміну дорогоцінними товарами, такими як спеції, шовк та дорогоцінні метали зі Сходу. Натомість Венеція експортувала європейські промислові товари та предмети розкоші. У той час як генуезькі купці торгували предметами розкоші, такими як спеції, текстиль та інші товари високого попиту. Стратегічне положення Генуї в Середземномор'ї дозволило їй інтегруватися в ширшу середземноморську торговельну мережу, поєднуючи Аббасидський халіфат з іншими європейськими ринками. Ці торговельні відносини відіграли ключову роль у зв'язку середньовічного Середземномор'я з ширшим ісламським світом. Цей обмін товарами, поряд з культурними та технологічними трансферами, сприяв більш взаємопов'язаній середньовічній світовій економіці.
Скарбниця халіфату поповнюлася з різних податків, закят, ушр, хумс (на військову здобич), включаючи податок на нерухомість; податок на худобу, золото та срібло, а також комерційні товари; спеціальний податок на немусульман (харадж і джизію); та митні збори. За часів Гаруна ар-Рашида загальний обсяг державних доходів сягало 530, 312 млн. дирхемів.

## Військо
Аббасиди ніколи не мали значної регулярної армії, халіф міг у часи піднесення держави за короткий час набрати 120 тис. вояків, коли це було потрібно. Також були підрозділи регулярних військ, які отримували стабільну платню, та підрозділ спеціального призначення. Організація підрозділів Аббасидів була розроблена з метою етнічної та расової рівності серед прихильників. На їх чолі стояли каїди, які вербували та розгортали своїх людей за рахунок грошей Аббасидів.
Основу становила кіннота, але також використовувалася піхота. Кавалерія була повністю вкрита залізом, вояки були у шоломах. Подібно до середньовічних лицарів, їхніми єдиними відкритими місцями були кінчики носів та невеликі отвори перед очима.
Піхотинці використовували списи, мечі та піки, і (відповідно до перської моди) були навчені стояти так міцно, що, як писав один сучасник, «можна було подумати, що їх міцно тримають бронзові затискачі».
Аббасидська армія використовувала катапульти, мангонелі, тарани, драбини, залізні кіпцюри та гаки. Проте основною облоговою зброєю був манджанік, тип облогової зброї, який можна було порівняти з требушетом. До часів Гаруна ар-Рашида аббасидська армія використовувала вогневі гранати. 
Халіф Аль-Мутасім розпочав практику вербування тюркських рабів-солдатів. Він скасував стару систему джундів, повністю спирався на тюрків. Тюркські солдати змінили стиль ведення війни, оскільки їх називали здібними кінними лучниками, яких з дитинства навчали їзді верхи. Але з часом вони набули такої ваги в державі, що стали впливати на політичні рішення та навіть скидати халіфів. Це в свою чергу призвело до послаблення халіфату.

## Вірування
Продовжувалися процеси ісламізації у сунітському дусі. Певні обмежені права мали юдей, а також християни. разом з тим продовжували жорстоко переслідуватися прихильники шиїзму, хариджизму, яких вважали сектантами, а також зиндиків (прихильників немонотеїстичних релігій) — маніхейства, сабеїзму, зороастризму.
Ахмад ібн Ханбал (780‒855) став засновником мусульманського традиціоналізму, що виробив своєрідний «символ віри» (акіда): «Ми не звинувачуємо в зневірі нікого з “людей єдинобожжя”, навіть якщо вони вчинили тяжкі гріхи».
За часів халіфа Гаруна ар-Рашида завдяки тогочасним мусульманським теологам іслам остаточно перетворився у цілісну ідеологічну систему, заклавши підвали стосвно переходу до статусу світової релігії.

## Культура
Продовжуються культурні процеси, що розпочалися в часи правління Омеядів. Халіфат перетворився на новий центр взаємодії та взаємозбагачення культурних традицій арабів, еллінізованого населення Єгипту та Сирії, мешканців Іраку та персів. X–XII ст. вважаються «золотою епохою» в культурі халіфату. У цей період мусульманський світ став інтелектуальним центром науки, філософії, медицини та освіти.
Вже халіф аль-Мансур виступив ініціатором цілеспрямованих перекладів творів античних вчених і філософів. Відбувається поступовий перехід інтелектуальних занять до рук неарабів, мешканців Басри та Куфи, а потім Дамаску, Антіохії, Багдаду, Нішапуру. Економічні та культурні потреби країни сприяли зростанню інтересу до світських наук і, як наслідок, посиленню впливу еллінізованої культури та іранської духовної спадщини. Наслідком став твір Абу Фадля ібн ан-Наубахта, сина астролога-перса халіфа аль-Мансура, «Книга ан-Нахмутан» (Китаб ан-Нахмутан). Відповідно до астрологічного вчення, висхідного до зороастрійської спадщини, історія людства носить циклічний характер. Кожне нове покоління людей отримує знання відповідно до приписів зірок, які керуються божественним наказом. Аль-Мансуру було вигідно використати подібні імплікації астрологічної історії, а саме стверджувати, що тепер, на новому витку історії, Аббасиди оновлюють знання, які дісталися ним від «стародавніх».
За часів Гаруна ар-Рашида Багдад був відомий своїми книгарнями, які поширилися після впровадження виробництва паперу. 
Аль-Мамун покровителем наук і мистецтв, засновником у Багдаді «Будинку мудрості» (байт аль-хікма), бібліотека якої мала велике зібрання праць за різними галузями науки й філософії. Найбільш плідний етап перекладів античної наукової та філософської літератури арабською мовою припав на панування халіфа аль-Мамуна. Завершився переклад праць Арістотеля, здійснено переклад численних коментарів до його творів і низки діалогів Платона («Тімей», «Держава» та «Закони»). Арабською мовою були перекладені «Початок» Евкліда, твори Архімеда, астрономічна праця Птолемея «Альмагест» («Математичний твір»), медичні трактати Галена та багато інших робіт античних вчених. Багато класичних творів античності, які інакше були б втрачені, були перекладені арабською та перською мовами.
Також починають складатися численні історичні праці за авторством головним чином арабів Аль-Баладзурі (Китаб футух ал-булдан «Книга захоплення країн»), Аль-Якубі (Таріх — «Історія»), Ат-Табарі (Таріх ар-русул ва-ль-мулук — «Історія пророків й володарів»), Аль Масуді (Мурудж аз захаб ва маадін ал-джавахір — «Золоті копальні та розсипи самоцвітів»), де описуються події від виникнення Арабського халіфату до сучасним цим історикам подій. Засновником мусульманської географії став Ібн Хурдадзбіх (820–912/913).
Розвивається арабське мовознавство. Друга половина VIII століття характеризується становленням теорії арабської як самостійного розділу філологічної науки. Важливу роль у формуванні проблематики та методики традиційного арабського мовознавства відіграв басрієць аль-Халіль аль-Фарагіді. До цього часу відноситься виникнення куфійської школи, засновником якої вважається Абу Джафар Мухаммед ар-Руасі, що створив, за свідченням арабських філологів і бібліографів, першу куфійську граматику арабської мови. Йому ж приписують трактат «Книга про однину і множину». Наприкінці VIII – початку IX століть зароджується арабська лексикографія, з'являються «Класифікована застаріла лексика» Абу Убейда, словники діалектної лексики, зокрема й давньоарабської. Складаються тлумачні, предметні словники, синонімів, рідкісних слів, запозичень, перекладні, рим. Слова у словниках розташовуються як за місцем утворення приголосних, так і за абеткою з урахуванням останнього кореневого приголосного або першого кореневого приголосного. Жваво обговорюються питання граматики, про що свідчать суперечки, що виникали між представниками басрійської та куфійської шкіл, що відбилися, зокрема, у роботі багдадського філолога Ібн аль-Анбарі «Безпристрасне висвітлення питань розбіжності між басрійцями та куфійцями», де автор розглядає 121 проблему. На початку Х століття остаточно встановлюються понятійний апарат та термінологія граматичного аналізу, основні положення граматичної теорії наводяться у систему. Етап формування арабських граматичних навчань як самостійного поділу арабської мовознавчої традиції завершується. Це сприяє виділенню лексикологічних досліджень на особливу наукову дисципліну (ілм аль-луга).

### Освіта

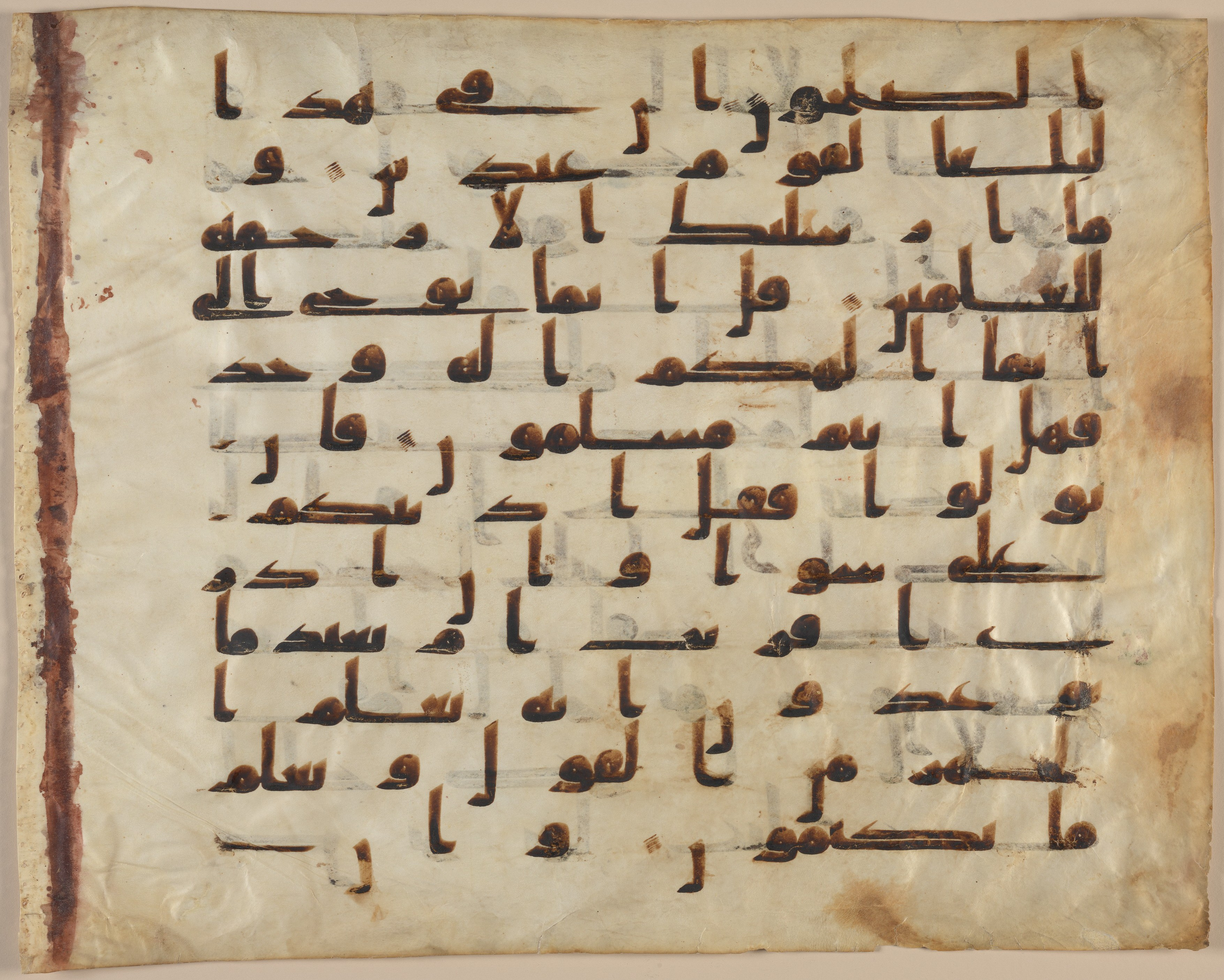
Самаркандський куфічний Коран, один із старіших манустриптів (мушафів). Кін. VIII ст.

У школах навчалися шість днів на тиждень (крім п'ятниці). Серед наук, що вивчаються, були, насамперед, релігійні дисципліни. Це – тлумачення Корану, інтерпретація усних переказів життя пророка Мухаммада (хадисів), мусульманське право і теологія (богослов'я). Крім того, в рамках цієї групи предметів викладалася арабська філологія (граматика, віршування, літературознавство та риторика). Другу групу предметів, що вивчалися, становили логіка, математика, астрономія, медицина та інші природничо-наукові дисципліни, а також пов'язані з ними філософські концепції.
До Х ст. основним методом навчання було диктування (імла), яке вважалося найвищим ступенем викладання. Однак із Х ст. навчання почало будуватися на новому виді викладання – на читанні та запам'ятовуванні текстів Корану та роз'ясненнях чи тлумаченнях вчителя важких місць, на читанні та коментуванні іншої авторитетної літератури. Коментарі часто перетворювалися на лекції, а іноді викликали диспути. Мечеті для диспутів виявилися не найкращим місцем. І в ХІ – ХІІ ст. у сфері освіти відбулися помітні зміни. З'явилися навчальні заклади нового типу – медресе. Перша подібна школа була створена у 1055 році у Багдаді. Медресе потім поширилися у всьому ісламському світі. З IX до XIV ст. у халіфаті розвивалася як система навчальних закладів. Продовжували вдосконалюватись освітні програми, зародилася педагогічна наука.
За часів Аббасидів арабська каліграфія перетворилася на більш витончену дисципліну. Типовим був округлий куфічний шрифт, який ставав дедалі стилізованішим. Пергамент дозволяв лише кілька рядків письма, але з кінця VIII століття почали виготовляти папір. Корани є основним типом книг, що збереглися з цього періоду.

### Наука і технології
Найважливішим розвитком наукового методу було використання експериментів для розрізнення конкуруючих наукових теорій, що мають загалом емпіричну орієнтацію, що виникло серед мусульманських вчених. Низка середньовічних мислителів та вчених, які жили під ісламським правлінням, відіграли певну роль у передачі ісламської науки християнському Заходу. Крім того, у цей період було відновлено значну частину александрійських математичних, геометричних та астрономічних знань, що пізніше були вдосконалені та розвинені іншими ісламськими вченими, зокрема перськими вченими Аль-Біруні та Абу Насром Мансуром.
Християни, особливо несторіанці, продовжували робити свій внесок в арабську ісламську цивілізацію за часів перших Аббасидів, перекладаючи праці грецьких філософів сирійською, а згодом арабською мовами. Несторіанці відіграли визначну роль у формуванні арабської культури, а їх Академія Гондішапуру діяла у ранньоаббасидський період. 
Медицина в середньовічному ісламі була галуззю науки, яка особливо розвивалася за часів правління Аббасидів. У IX столітті в Багдаді працювало понад 800 лікарів, і були зроблені великі відкриття в розумінні анатомії та хвороб. У цей час було описано клінічну відмінність між кором та віспою. Вісім поколінь несторіанської родини Бухтішу служили приватними лікарями халіфів між VIII та XI ст..
Алгебра була значно розвинена перським вченим аль-Хорезмі у праці «Кітаб аль-джебр ва-ль-мукабала», звідки походить термін «алгебра». Таким чином, деякі вважають його батьком алгебри, хоча давньогрецький математик Діофант Александрійський також отримав цей титул. Терміни «алгоритм» та «алгоритм» походять від імені аль-Хорезмі, який також був відповідальним за введення арабських цифр та індуїстсько-арабської системи числення за межами Індійського субконтиненту.
Арабський вчений Ібн аль-Хайсам розробив ранній науковий метод у своїй «Книзі оптики» (1021 рік). Ібн аль-Хайсам відіграв значну роль в історії наукового методу, зокрема у своєму підході до експериментування. Астрономія в середньовічному ісламі була просунута Аль-Баттані, який покращив точність вимірювання прецесії земної осі. Астролябія, хоча спочатку була розроблена греками, була далі розвинена ісламськими астрономами та інженерами, а згодом була привезена до середньовічної Європи. 
Мусульманські алхіміки вплинули на середньовічних європейських алхіміків, зокрема на праці, що приписуються Джабіру ібн Хаяну.
Інженери Аббасидів здійснили низку інноваційних промислових застосувань гідроенергії, а також ранні промислові застосування енергії припливів, енергії вітру та нафти (зокрема, шляхом перегонки в гас).
Навігаційні науки були високорозвиненими, використовувався рудиментарний секстант (відомий як камаль). У поєднанні з детальними картами того періоду моряки могли плавати через океани, а не обходити узбережжя. Аббасидські моряки також були відповідальні за повернення великих трищоглових торгових суден до Середземномор'я. Арабські морські корабельні терміни з часом стали загально вживані в європейських мовах, хоча в сильно зміненому вигляді: адмірал (від амір аль-бахр — князь моря), галера (від гураб — ворон), бізань (від мизан — ваги), баржа (від бардж — піратське судно), кабель (від габаль — мотузка, так звалися канати, що викорстовувалися замість якірного ланцюгу), каравела може походити від більш раннього арабського корабля, відомого як «кариб».
Піднесення торгівлі сприяв розвитку географії. З'являються праці типу «країни й шляхи» (валь-мумалак аль-місалік), що містять розповіді про суходольні подорожі, а у праці «Кітаб Аджаїб аль-Хінді» («Книзі про дива Індії») Бузурга ібн Шахріяра аль-Рахмурмузі та казках «Тисяча і однієї ночі» багато описуються морські подорожі. Праця Бузурга, що сам був капітаном торгівельного судна, а також користувався розповіданнями купців, є важливим джерелом про уявлення мешканців Аббасидського халіфату про географію країн Індського океану, а також про річку Ніл.

### Філософія
Розвивається школа мусульманської теології (калам) — мутазилізм, представники якої ісламські теологи-філософи першими сприйняли один з основних гносеологічних принципів античних філософів - твердження примату розуму над вірою - і найбільш послідовно дотримувалися цієї максимі в ході обговорення питань богословського та філософського характеру. Мутазиліти, зокрема ан-Наззам, претендували на вірне пояснення світу, тим самим стверджуючи на ґрунті ісламу арістотелівський фундаментальний метафізичний проєкт – дослідження сутнього та його кінцевих початків. Введення в обіг категорій «субстанція» (джавхар) та «акциденція» («арад) для опису тіла (атом) та його властивостей для опису фізичного світу також є заслугою мутазилітів.
Мутазилітів та джахмітів за ініціативи традиционалістів переслідували за часів халіфів Гаруна ар-Рашида та аль-Аміна. За часів халіфів аль-Мамун, аль-Мутасіма, аль-Васіка за допомогою мусульманських релігійних вчених-мутазилітів піддавали міхні («випробування віри»), фактично тортурам, ісламських теологів-фундаменталістів для встановлення їх вірності існуючій владі. Але головним чином мутазиліти через халіфів намагалися нав'язати свою точну зору про створення Корану людиною. Втім зрештою ці спроби зазнали невдачі, коли халіф аль-Мутаваккіль 849 року наказав припинити суперечки про походження Корану. З цього часу мутазилізм занепадає
З XI ст. набуває поширення арабо-мусульманський перипатетизм (фальсаф), представники якого Аль-Кінді, Аль-Фарабі, Ібн Сіна розвивали античну модель філософствування на ісламському ґрунті, ставили філософію вище за теологію і намагалися дистанціюватися від останньої. Їх учні, поєднавшм арістотелізм та неоплатонізм з іншими ідеями, запровадженими через іслам, розвинули авіценнізм.
Значними вченими-універсалами та філософами були також Ібн аль-Хайсам й Аль-Джахіз. Останній також став основоположником середньовічної арабської художньої прози адаба та арабської літературної критики

### Архітектура

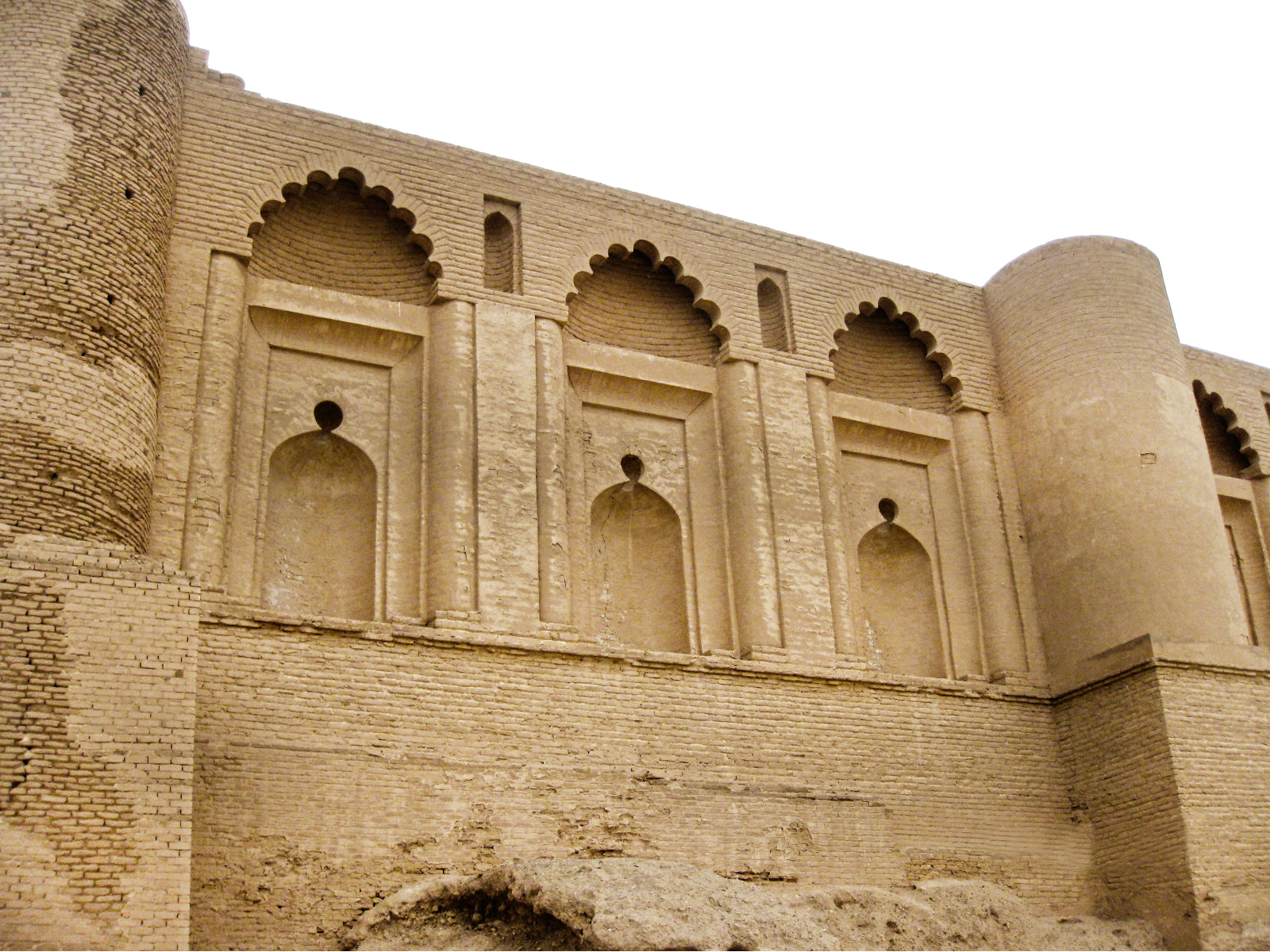
Каср аль-Ашик, палац у Самаррі

Відбувається перехід до східної традиції, яка зберегла свої незалежні архітектурні традиції з Месопотамії та Персії. Архітектура Аббасидів зазнала особливого впливу сасанідської архітектури, яка, у свою чергу, мала елементи, присутні з часів стародавньої Месопотамії. Християнські стилі еволюціонували в сасанідський стиль, використовуючи глиняну цеглу та випалену цеглу з різьбленою штукатуркою. Інших архітектурних нововведень та стилів було небагато, таких як чотирицентрова арка та купол, зведений на тромпах. На жаль, багато чого було втрачено через ефемерний характер штукатурки та блискучої плитки.

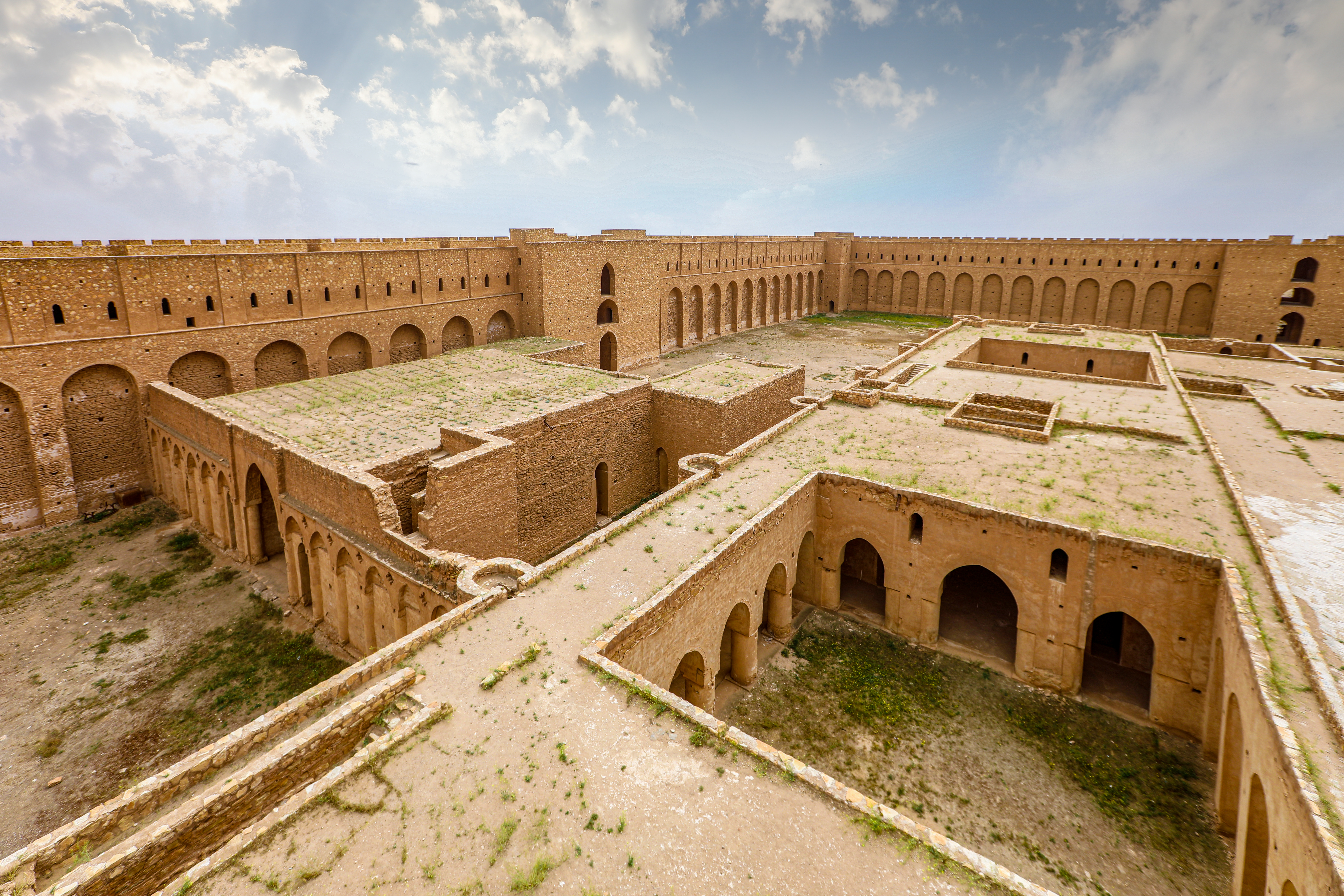
Аль-Ухайдір

Важливим кроком стало створення або значне розширення міст, який планувалися як міста-фортеці з чотирма брамами, мечеттю та палацом у центрі. Яскравим прикладом є аббасидські столиці Багдад і Самарра, а також фортеця Аль-Ухайдір.
У Месопотамії з цієї епохи зберігся лише один мавзолей у Самаррі: восьмикутна куполоподібна споруда, відома як Куббат ас-Сулейбія, яка є першою відомою монументальною гробницею в ісламській архітектурі та, можливо, місцем поховання халіфа аль-Мунтасіра. 
За межами центральних земель Аббасидів архітектура перебувала під впливом столиці. Велика мечеть Кайруана була фундована за династії Омеядів, але повністю перебудована в IX ст. Аглабідами у аббасидському стилі. В Єгипті Ахмед ібн Тулун замовив мечеть у Фустаті, завершену в 879 році, яка базується на стилі Самарри і зараз є однією з найкраще збережених мечетей у аббасидському стилі цього періоду.

### Мистецтво

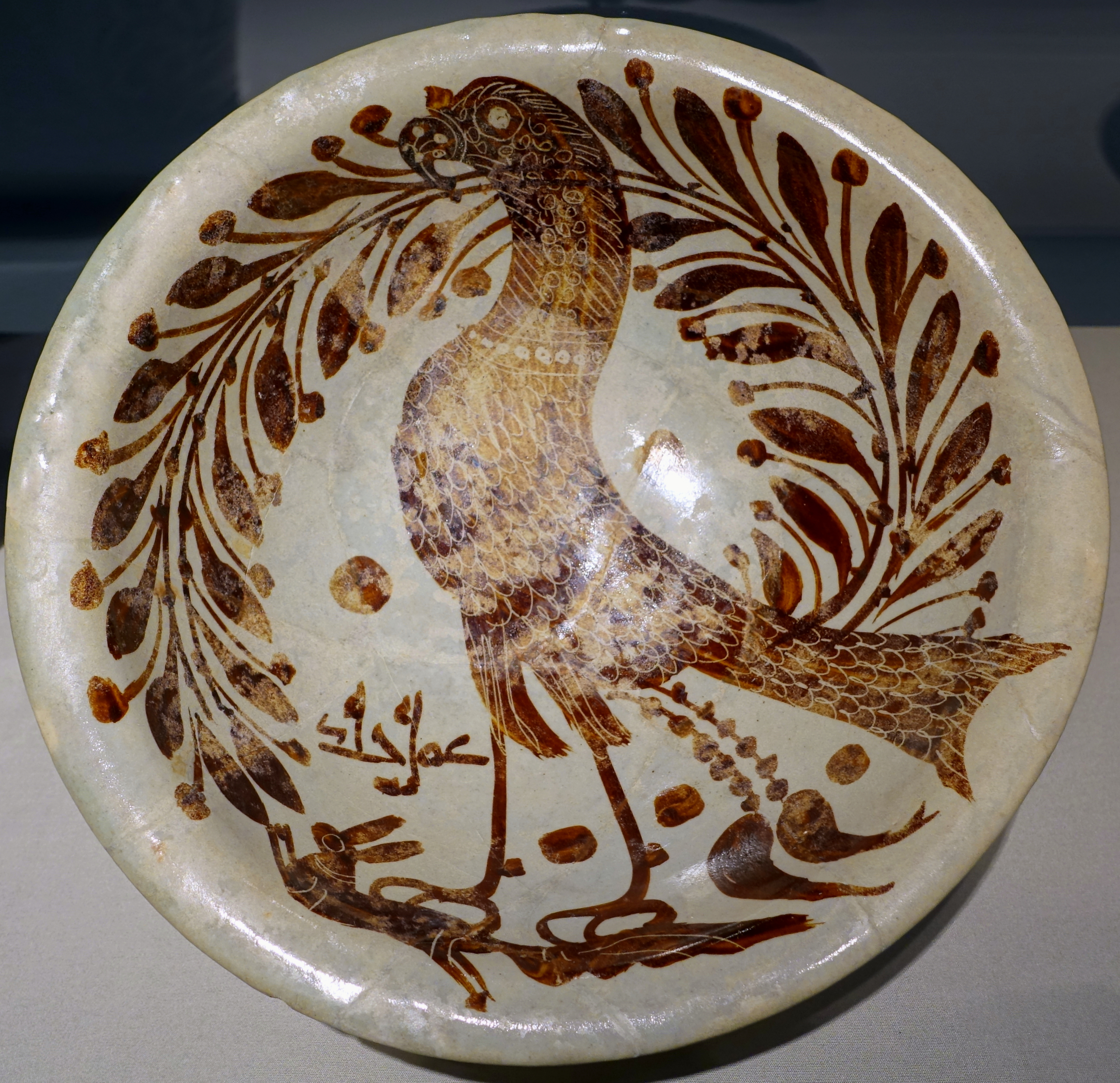
Люстрована кераміка. Самарра IX ст.

Аббасидська кераміка стала важливішою формою мистецтва з більшим акцентом на декор. Важливим нововведенням стала поява монохромного та поліхромного глянцевого посуду, технічного досягнення, яке мало важливий вплив на ширший розвиток ісламської кераміки. Скляний посуд також став важливішою формою мистецтва і, ймовірно, був початком техніки глянцю, яка була запроваджена в кераміці.

### Шатрандж
За перших халіфів починається поширюватися форма шахів — шатрандж. З IX ст. ця гра завоювало популярность серед різних прошарків суспільства. Його популярність у всіх сферах суспільства доводить насамперед виникнення першої в історії шахів кваліфікаційної системи з поділом гравців на різні класи згідно з їхньою силою гри.
У 819 році при дворі халіфа аль-Мамуна в Хорасані пройшов перший в історії шахів турнір трьох найсильніших аліїв (шахістів) на той час Джабіра аль-Куфі, Абу'л-Джафара аль-Ансарі та Зайраба Катая. Халіф розглядав шатрандж як аналогію суспільно-політичному світопорядку. У XII ст. арабський філософ та вчений Рагіб Ісфагані склав трактат «Етика шахів».